# 기타카시와역
기타카시와역(일본어: 北柏駅)은 일본 지바현 가시와시에 위치한 철도역이다.

## 타는 곳
| 1 | ■ 조반 완행선 | 아비코·도리데 방면                                                                       |
| 2 | ■ 조반 완행선 | 가시와·마쓰도·아야세·기타센주 방면 ○ 지요다 선 오테마치·가스미가세키·요요기우에하라 방면 |

## 역세권 정보
- 국도 제6호선

## 역사
- 1970년 4월 10일: 화물역으로 영업 개시.
- 1971년 4월 20일: 일반역 업무 개시.
- 1984년 2월 1일: 화물 업무 폐지.
- 1987년 4월 1일: 동일본 여객철도에 이관.
- 2001년 11월 18일: 스이카 도입.

## 인접역
| 동일본 여객철도 조반선   | 동일본 여객철도 조반선 | 동일본 여객철도 조반선   |
| ------------------------ | ---------------------- | ------------------------ |
| JL 28 가시와 아야세 방면 | 각역정차               | JL 30 아비코 도리데 방면 |